# Organometallics
Organometallics (abreviatura Organometallics) és una important revista científica dedicada a la química inorgànica, publicada des del 1982 per la Societat Química Americana. El seu factor d'impacte és 4,126 el 2014, any en què fou citada 41.998 cops. Ocupa la 5a posició de qualitat de revistes dedicades a la química inorgànica en el rànquing SCImago, i la 15a en la categoria de química orgànica.
Aquesta revista està dedicada a la publicació de treballs de recerca en els camps més actius de la química dels compostos organometàl·lics, inorgànics, orgànics i resta de materials químics. S'hi publiquen articles, comunicacions, mini-comentaris i notes detall dels mecanismes de síntesi, estructura, d'unió, de reactivitat química i de reacció, i aplicacions dels compostos organometàl·lics i organometal·loidals. També inclou la síntesi orgànica i polímers, processos catalítics, i aspectes sintètics de ciència dels materials i la química de l'estat sòlid. Organometàl·lics també publica la correspondència entre autors, que els ofereix una oportunitat perquè puguin comentar els treballs d'altres investigadors.